# ألكسندرا زالفسكايا
ألكسندرا زالفسكايا (بالروسية: Алекса́ндра Алекса́ндровна Зале́вская) (29 سبتمبر 1929 - 9 مايو 2021) كانت عالمة لغوية سوفيتية ولاحقًا روسية، وأستاذًا في جامعة ولاية تفير. حصلت على شرف عالمة من الاتحاد الروسي في عام 1998. كما حصلت على وسام «المخضرم في العمل».
تخرجت من معهد ألما آتا للغات الأجنبية. متخصصة في المشاكل اللغوية النفسية لدلالات الكلمات وتوليد وفهم الكلام. هي مؤلفة لأكثر من 350 ورقة علمية، بما في ذلك 15 كتابًا (كتاب مدرسي واحد بختم وزارة التربية والتعليم، 7 كتب مدرسية، ونسختان من نصوص المحاضرات، 5 دراسات)، و11 منشورًا في الخارج. كما هي محررة علمية لدراستين جماعيين، 28 مجموعة من الأعمال العلمية، ولعددين من «اللغويات والتواصل بين الثقافات» من سلسلة «فقه اللغة»، عضو هيئة تحرير مجلة «دراسة اللغويات المعرفية»، ومجلة «أسئلة علم اللغة النفسي». دربت 36 مرشحًا في العلوم و9 أطباء في العلوم. كما عملت رئيسة مجلس الأطروحة ورئيس مدرسة تفير العلمية النفسية اللغوية.
توفيت زالفسكايا في 9 مايو 2021 عن عمر يناهز 91 عامًا.